# Coazzone
Il coazzone, o coazia, conosciuto anche con la denominazione di treccia alla catalana o treccia alla spagnola, fu un'acconciatura femminile molto in voga in Italia e in Spagna nell'ultimo quarto del secolo XV.

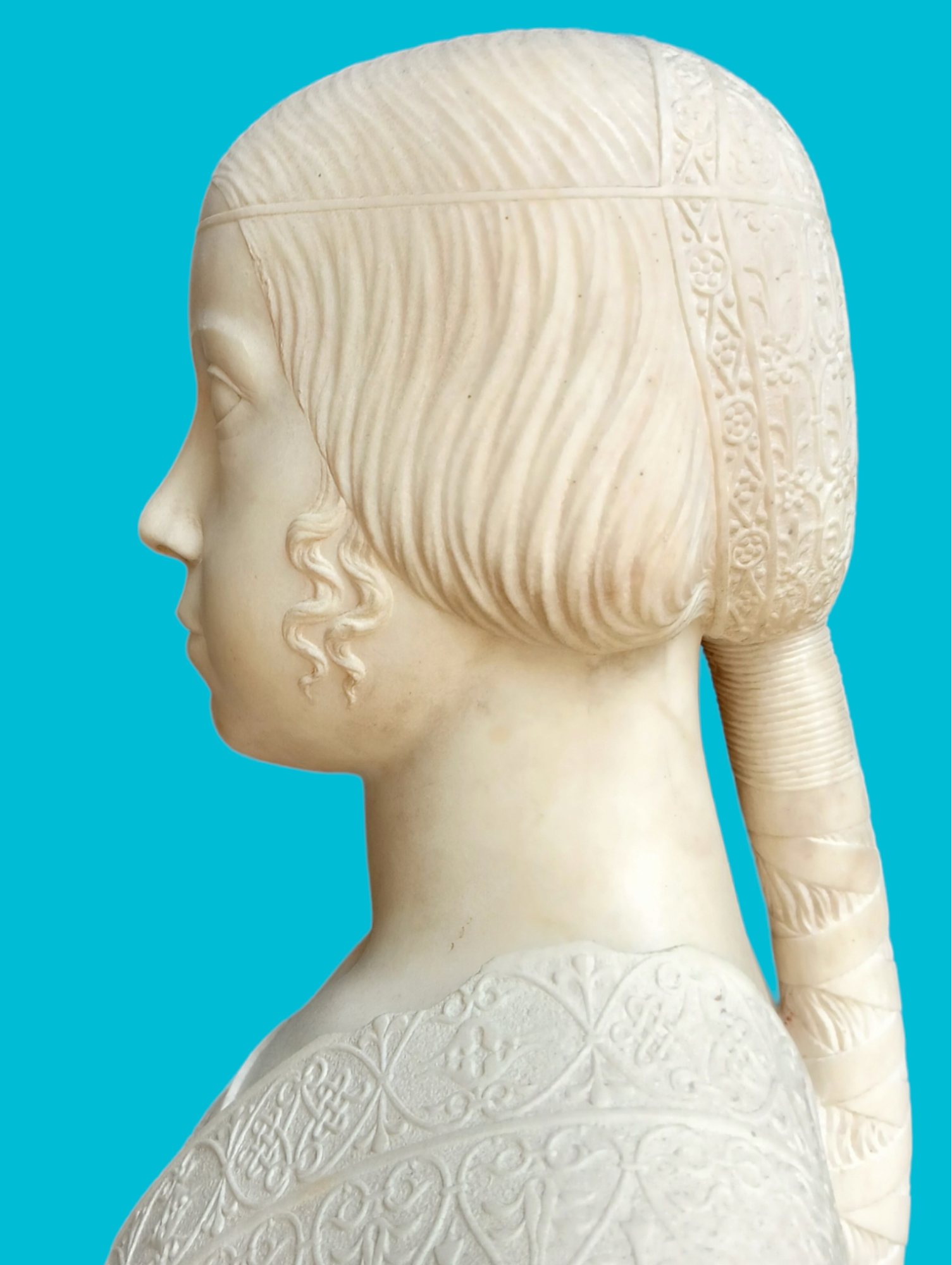
Eccezionale esempio di coazzone in scultura nel busto di Beatrice d'Este, Gian Cristoforo Romano, 1485-90 circa.

## Descrizione
Contrariamente all'errore in cui talvolta si cade, il coazzone non era una vera e propria treccia, bensì una coda formata da alcuni nastri, solitamente colorati oppure neri, avvolti attorno alla capigliatura sciolta a formare una serie di "x" sino a essere chiusi in punta. Esso ricadeva dietro le spalle, mai sul davanti, ed era quasi sempre completato da una scuffia o cuffia poggiata sulla parte posteriore del capo e trattenuta dalla cosiddetta lenza o slenza, un sottile nastrino di seta, spesso adornato con perle o pietre preziose, che cingeva la fronte.

In un'altra variante della medesima acconciatura, invece, i capelli venivano avvolti in un tessuto leggero, detto trenzale o trinzato, che li ricopriva interamente nelle loro lunghezze dalla nuca sino alle punte, e che spesso veniva legato con fili di perle.

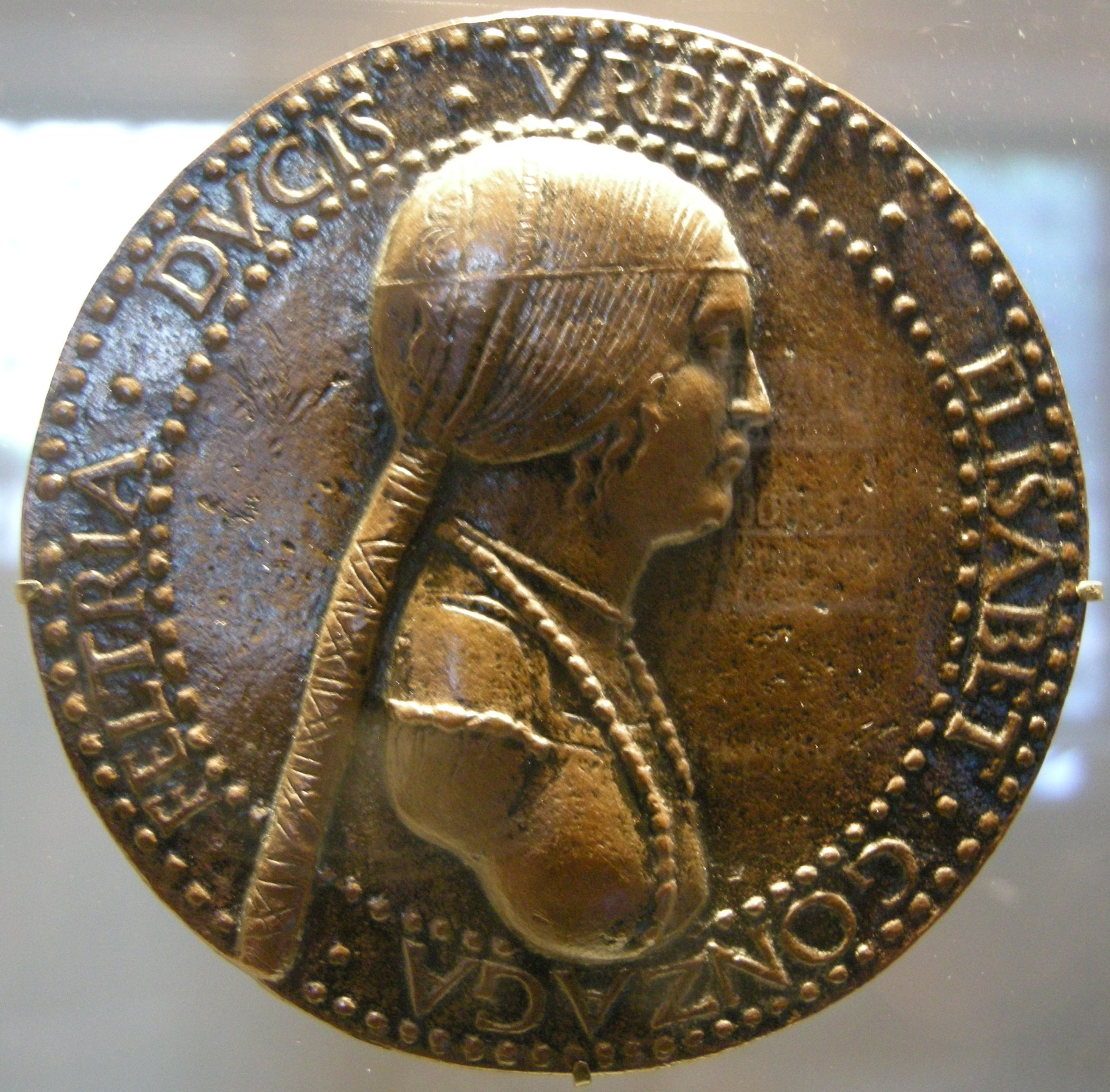
Medaglia di Elisabetta Gonzaga col coazzone

I capelli erano spartiti da una scrima centrale in due bande di uguale misura e talvolta alcune ciocche più corte venivano lasciate ricadere sulle guance, come si vede ad esempio nei ritratti di Beatrice d'Este ed Elisabetta Gonzaga.

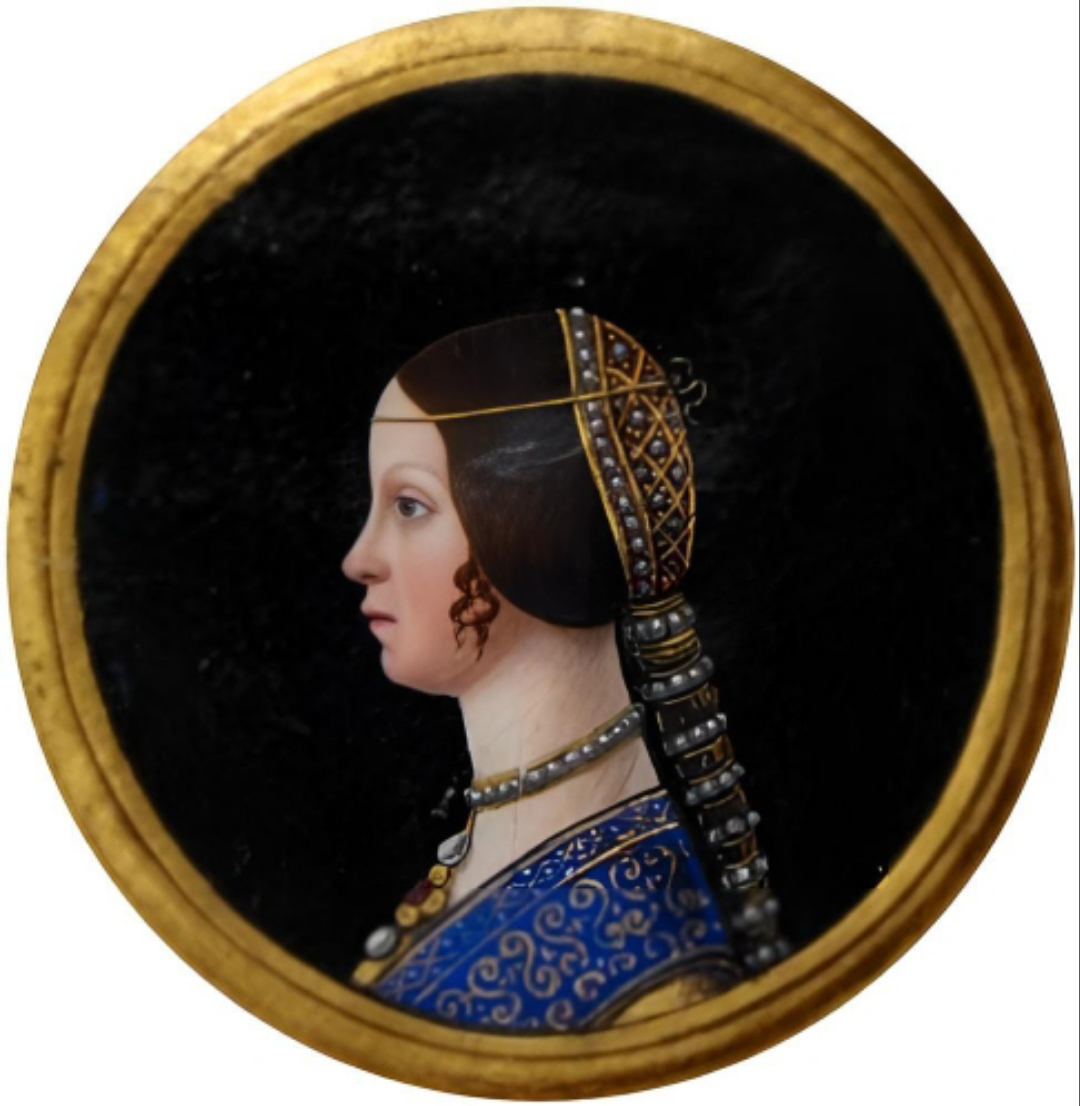
Coazzone col trenzale e fili di perle, miniatura di Beatrice d'Este (1494)

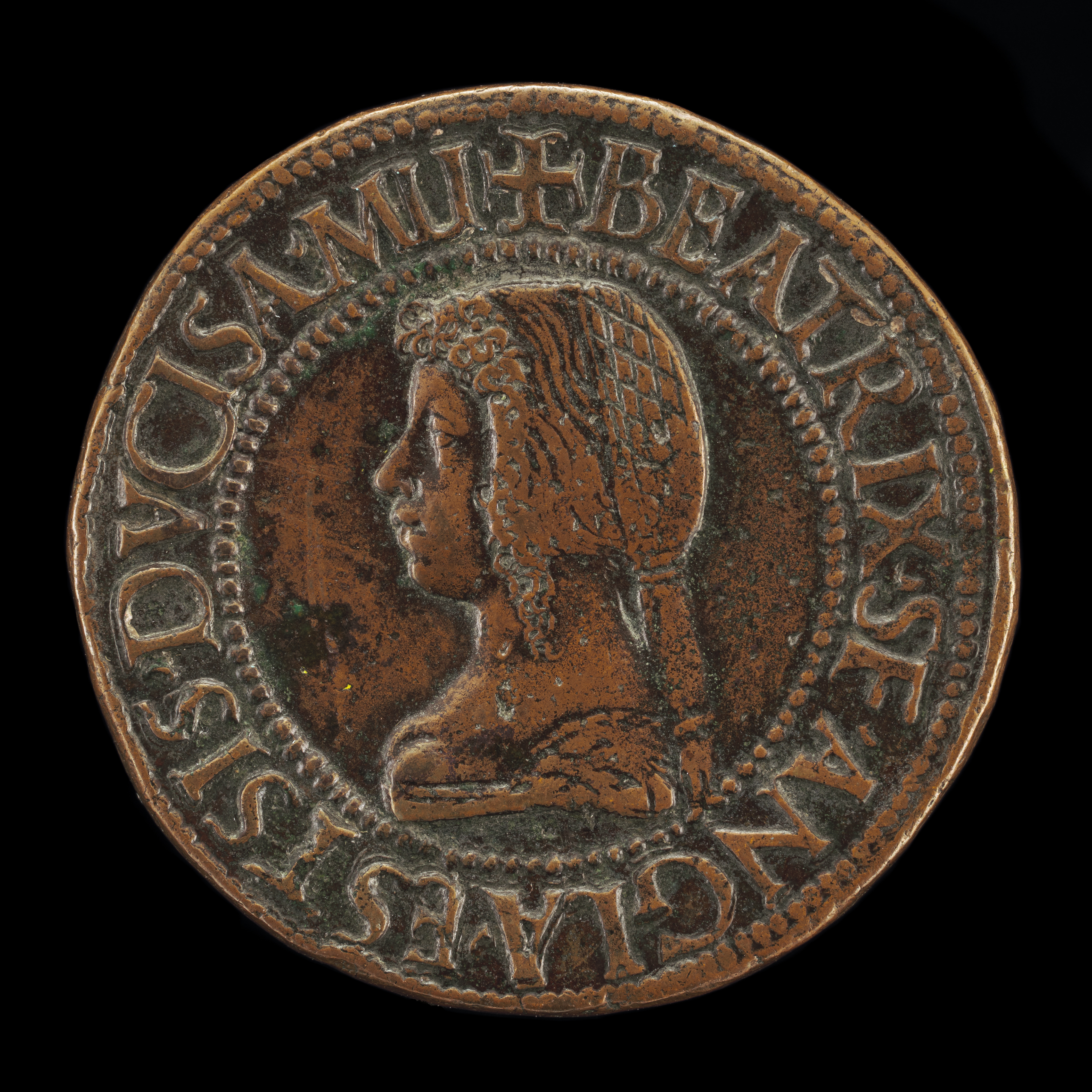
Testone di Beatrice d'Este col coazzone e la frangia di riccioli (1497)

A un'altra variante ancora diede origine la stessa Beatrice d'Este quando - come parrebbe dal suo cenotafio scolpito da Cristoforo Solari e da un testone del 1497 con la sua effigie - attorno al 1496 abbinò il coazzone a una frangia di corti riccioli, quest'ultima assai diffusa nella città lagunare di Venezia, presso la quale si era recata in missione diplomatica alcuni anni prima, e in linea con la propria politica filoveneziana.  

## Diffusione
Il coazzone giunse in Italia, e precisamente a Napoli, con ogni probabilità nel 1477, con l'arrivo in città della principessa spagnola Giovanna di Trastámara, la quale andava in sposa al re di Napoli Ferrante d'Aragona. La nuova regina continuò difatti per tutta la vita a vestire secondo la moda del proprio Paese e ne favorì in tal modo la diffusione anche a Napoli, città già abbondantemente di costumi spagnoli a partire dalla conquista operata da parte di Alfonso il Magnanimo nel 1442. Da lì il coazzone seguì nel corso degli anni successivi una diffusione per così dire capillare in varie altre parti della penisola.
A Milano esso si diffuse già forse nel 1489, quando Isabella d'Aragona, nipote di Ferrante, andò in sposa al duca Gian Galeazzo Sforza. Sappiamo infatti dalla cronaca mondana dello zelantissimo ambasciatore estense Giacomo Trotti che Isabella aveva preso nelle proprie simpatie Cecilia Gallerani, giovane amante di Ludovico il Moro, zio e reggente di Gian Galeazzo, e che l'aveva vestita "alla catalana". Ciò spiegherebbe dunque perché Cecilia mostri il coazzone nel famoso ritratto di Leonardo da Vinci, la cosiddetta Dama con l'ermellino, che le è attribuito. 

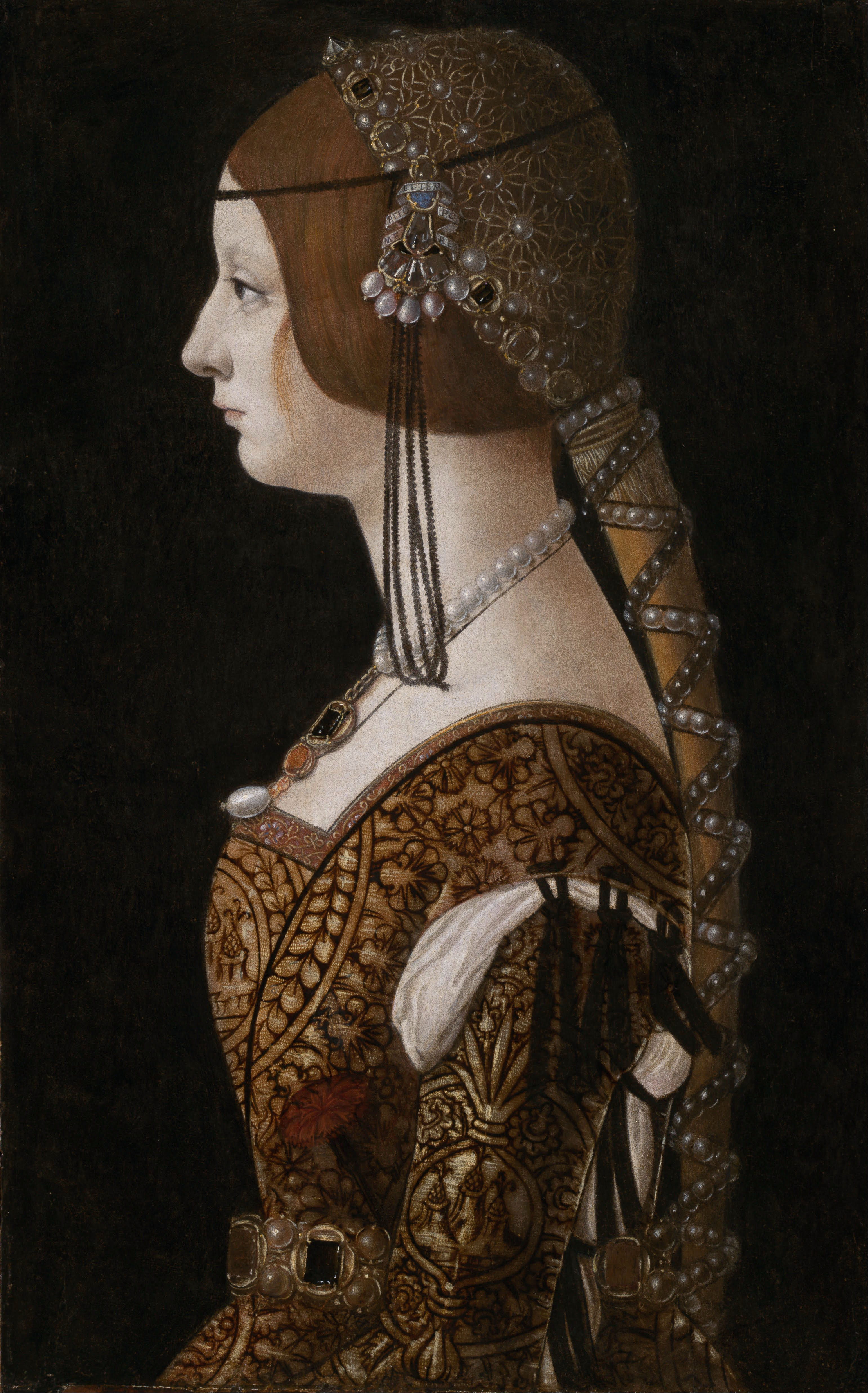
Bianca Maria Sforza, sorella di Gian Galeazzo, col coazzone

In ogni caso il coazzone non divenne di moda a Milano prima dell'arrivo in città, nel gennaio del 1491, di Beatrice d'Este, cugina di Isabella, la quale andava in sposa allo stesso Ludovico il Moro. Beatrice era stata infatti cresciuta ed educata presso la corte aragonese di Napoli dal nonno Ferrante il quale, a detta degli ambasciatori ferraresi, la faceva accostumare e abbigliare alla maniera castigliana. Fin dall'infanzia dunque Beatrice assunse l'abitudine - che mantenne poi per tutta la vita - di portare il coazzone, come si vede pure nel ritratto che di lei fece Cosmè Tura nel 1485, e una volta sposata lo diffuse presso tutte le nobildonne milanesi. Lo portò infatti la stessa Bianca Maria Sforza, sorella di Gian Galeazzo, e sposa dell'imperatore Massimiliano I d'Asburgo.
Diffusione meno sistematica, ma comunque presente, pare che il coazzone abbia avuto in città come Parma, Modena, Genova, Urbino e Rimini, dove lo vediamo infatti portato da Elisabetta Gonzaga e da Violante Bentivoglio. La stessa Lucrezia Borgia ne fece uso almeno per qualche tempo dopo il matrimonio con Alfonso d'Este, come si evince da una sua medaglia risalente al periodo ferrarese. 

Si hanno prove certe che l'acconciatura penetrò anche in Francia attorno alla fine del XV e gli inizi del XVI secolo, forse in seguito alle cosiddette guerre d'Italia, e nelle Fiandre forse per influsso spagnolo, a seguito del matrimonio tra l'infanta Giovanna di Castiglia e Filippo d'Asburgo. Lo si vede infatti in alcuni arazzi e miniature dell'epoca, e del resto il re Carlo VIII sostando a Milano nel 1494 aveva proprio chiesto un ritratto di Beatrice d'Este da poter spedire in Francia alla moglie Anna di Bretagna, così da mostrarle l'abbigliamento della duchessa.

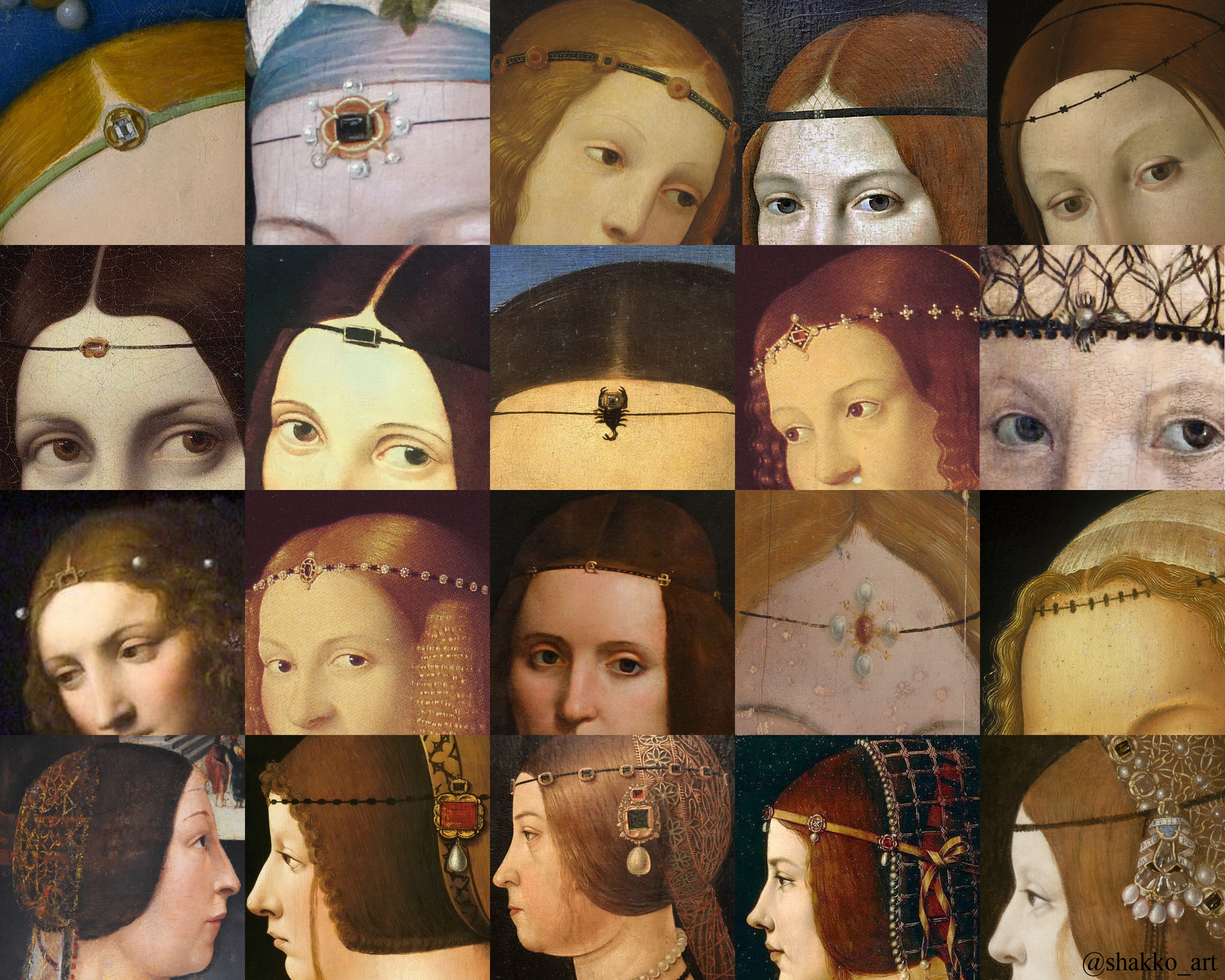
Lenze rinascimentali, modernamente dette ferroniére, nell'arte.

A Napoli continuò a portarsi almeno sino alla fine del secolo XV, come mostra infatti anche la regina Giovanna d'Aragona, moglie di re Ferdinando II, nell'albarello in cui si trova ritratta, come pure nella miniatura della cronaca del Ferraiolo.
Con la fine del secolo XV e la morte delle sue più accanite fautrici, il coazzone cadde presto in disuso e fu sostituito da altre acconciature.

## Galleria d'immagini

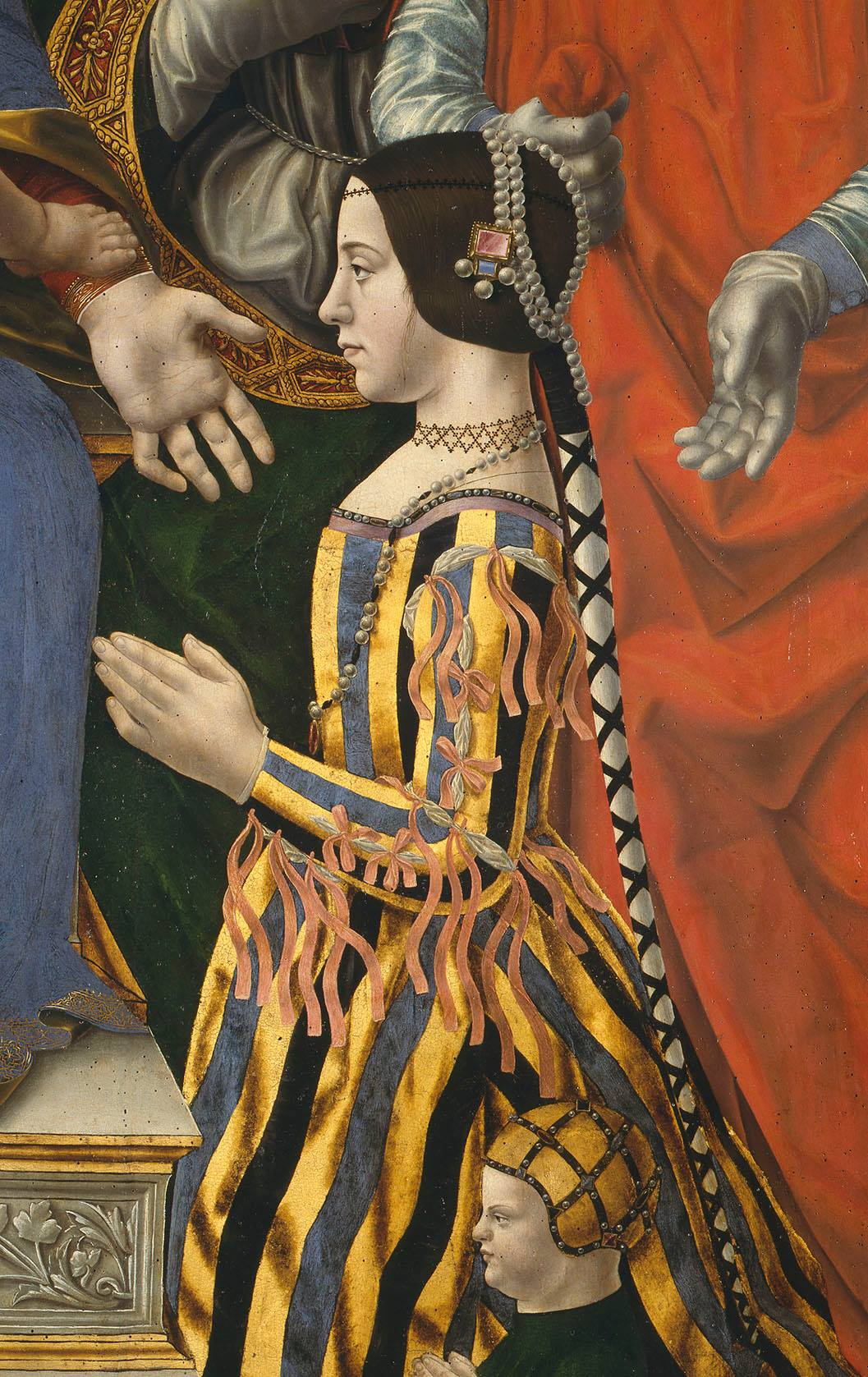
Beatrice d'Este nella Pala Sforzesca (1494 circa)
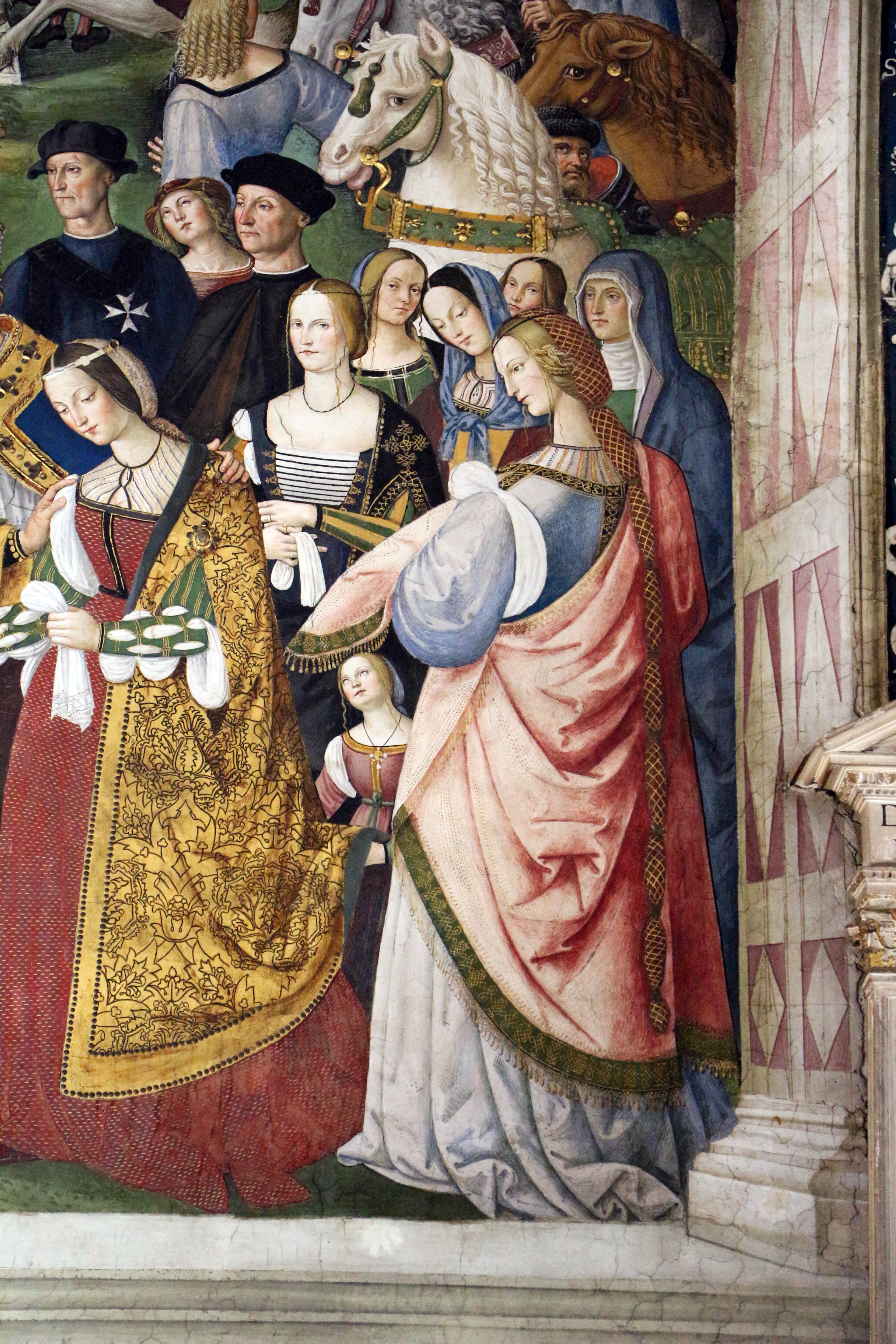
Pinturicchio, Libreria Piccolomini, 1502-07 circa, Enea Silvio, vescovo di Siena, presenta Eleonora di Portogallo all'imperatore Federico III
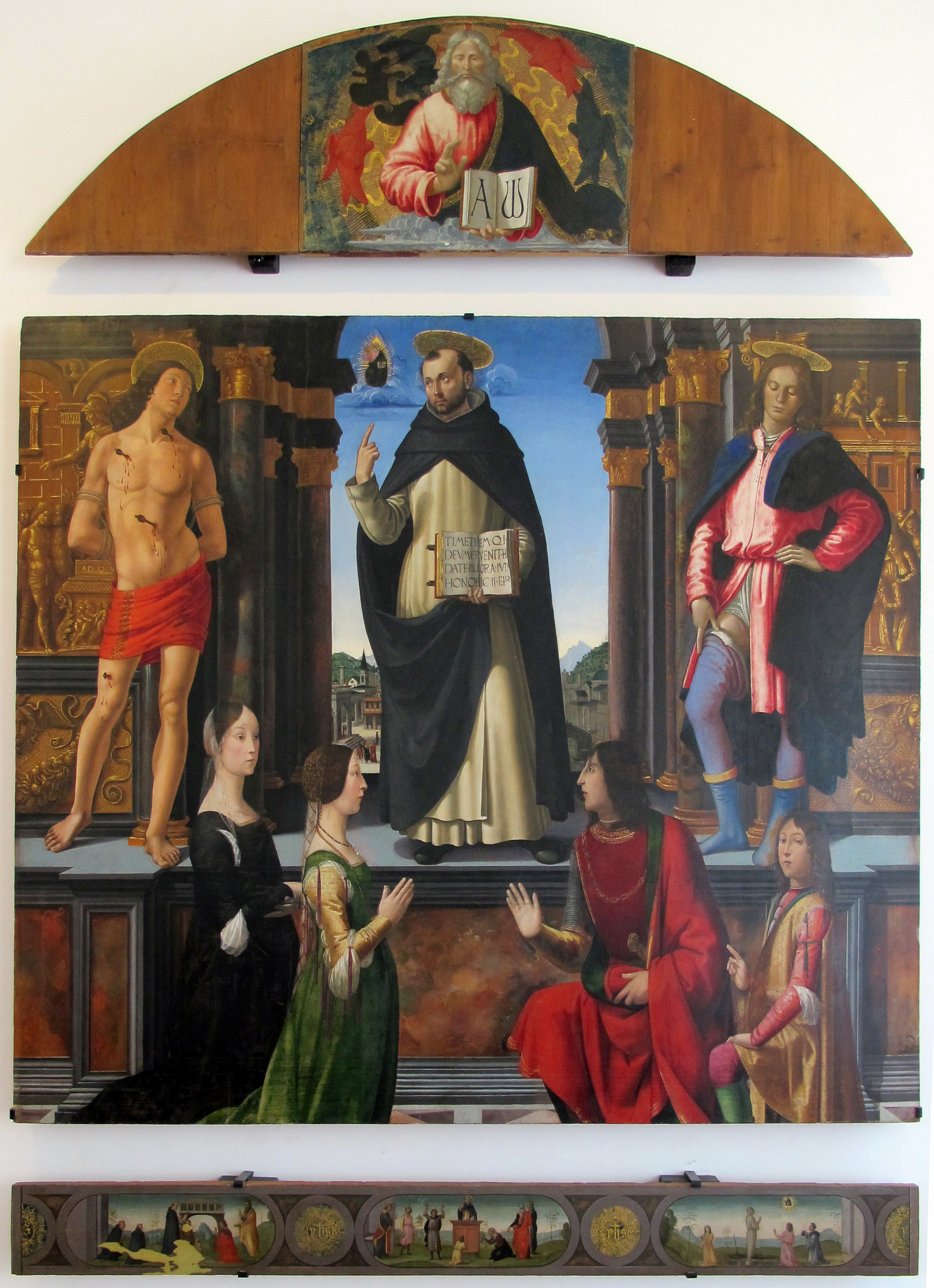
Violante Bentivoglio nella Pala di San Vincenzo Ferrer (1493-1496)
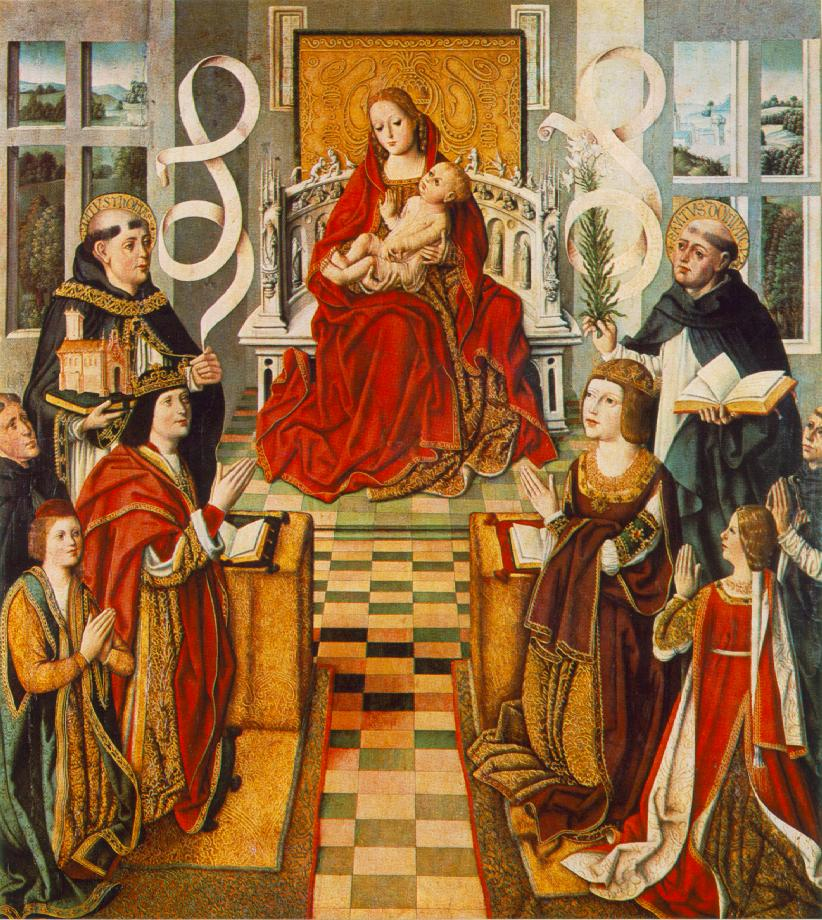
Coazzone spagnolo nella Madonna dei Re Cattolici (1491-1493)
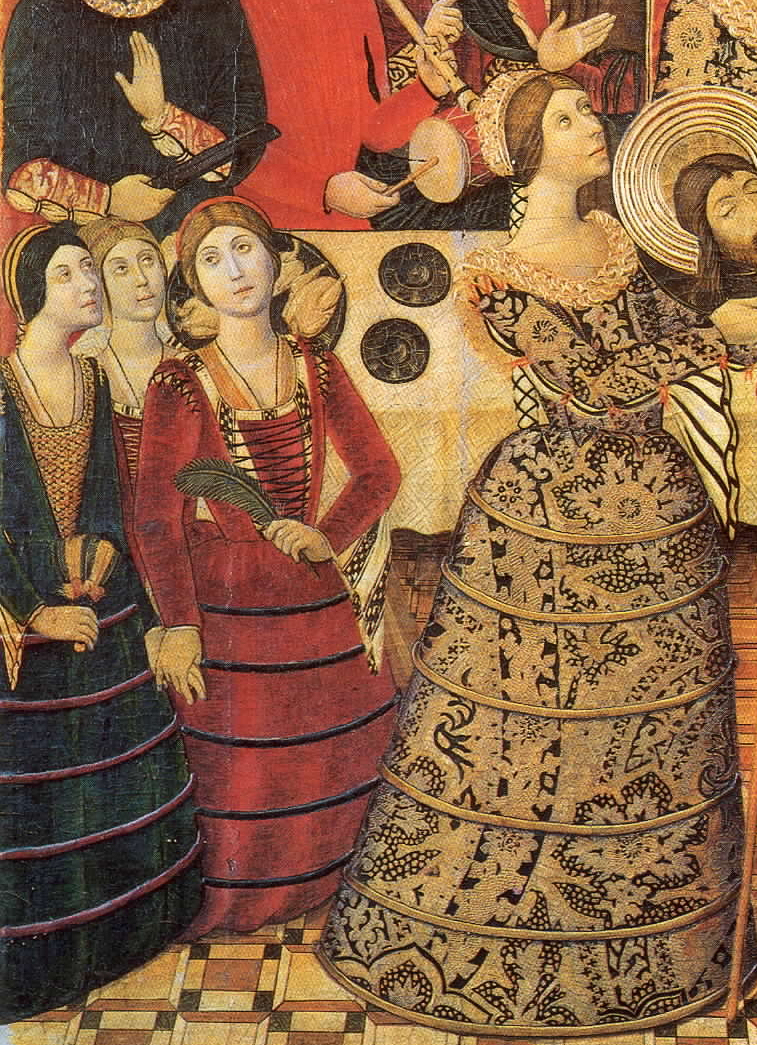
Coazzoni spagnoli nella La decapitazione di San Giovanni il Battista di Pedro García de Benabarre (1479-1480)
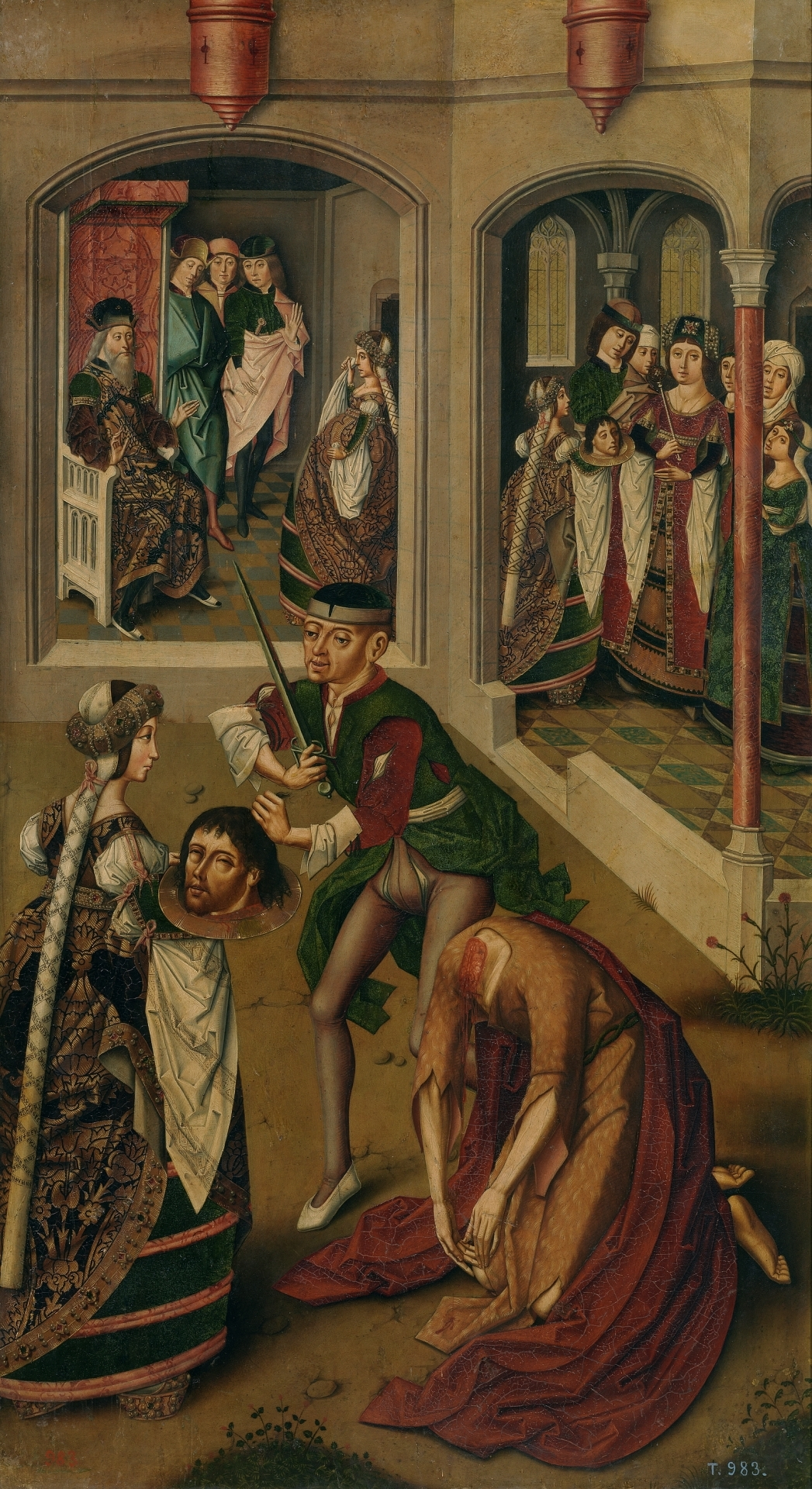
Coazzone spagnolo ne La decapitazione di San Giovanni il Battista del Maestro de Miraflores (1490-1500)
Cecilia Gallerani, la Dama con l'ermellino di Leonardo da Vinci
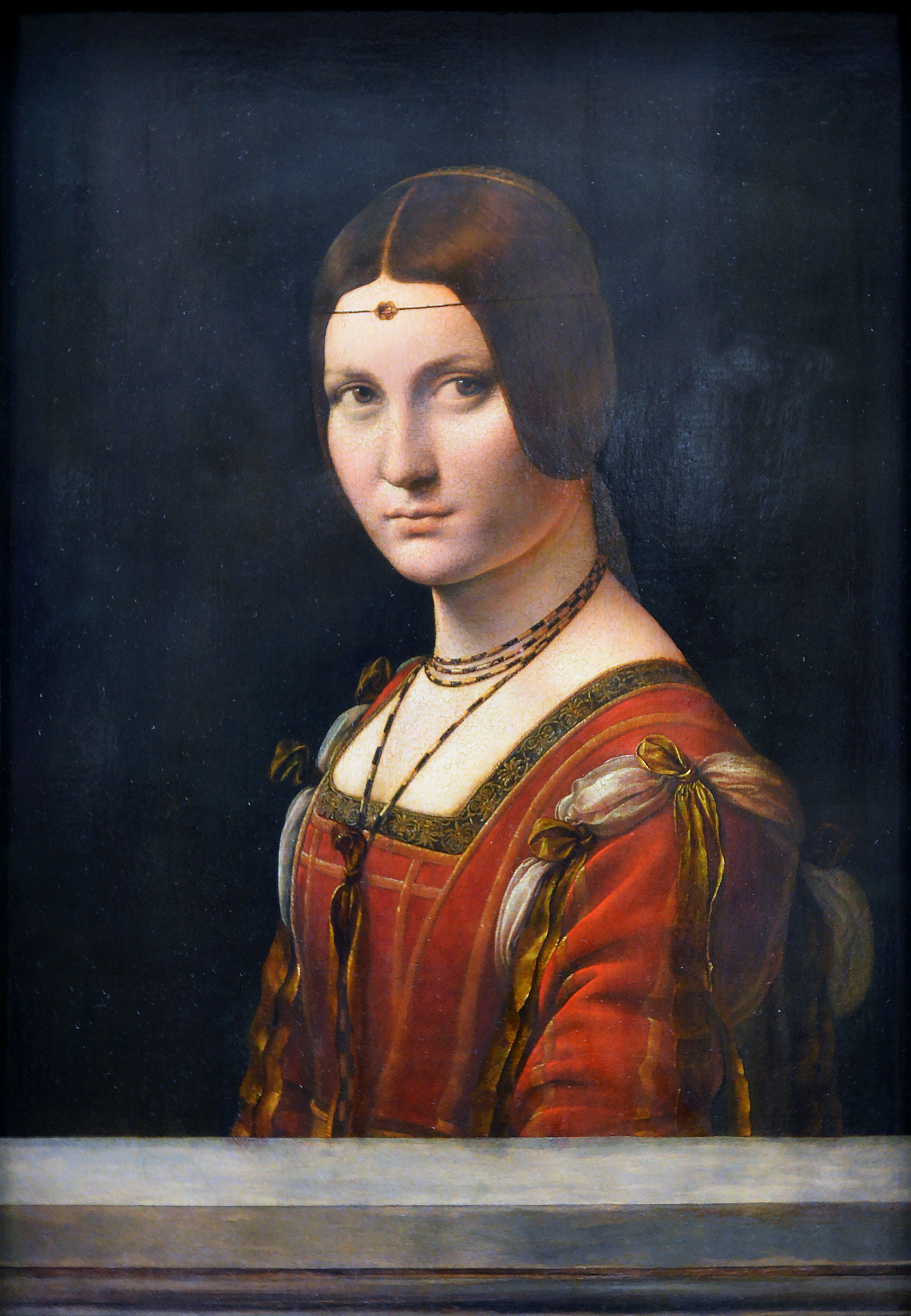
La Belle Ferronnière di Leonardo da Vinci
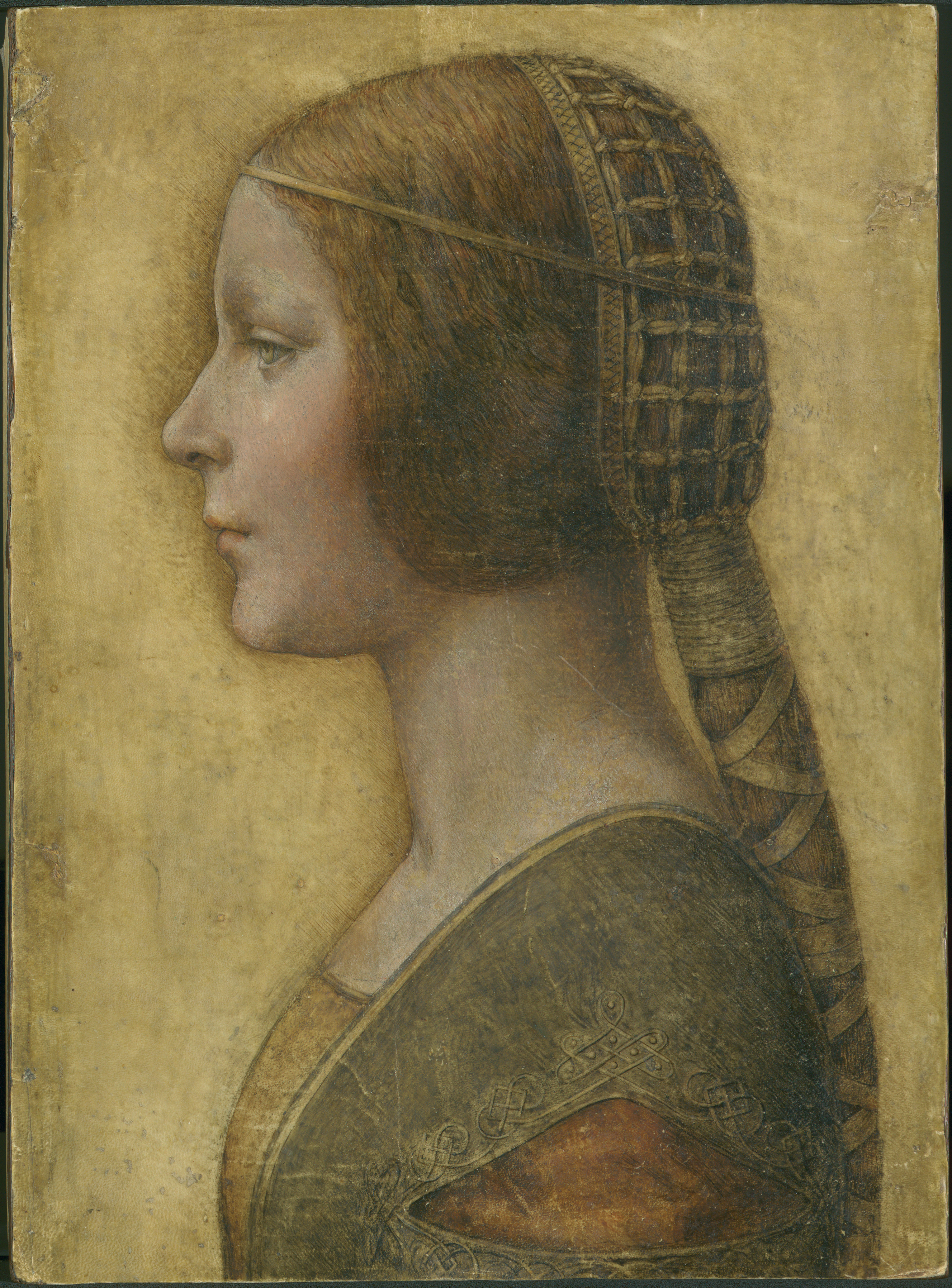
La bella principessa di Leonardo da Vinci, forse un ritratto di Bianca Giovanna Sforza
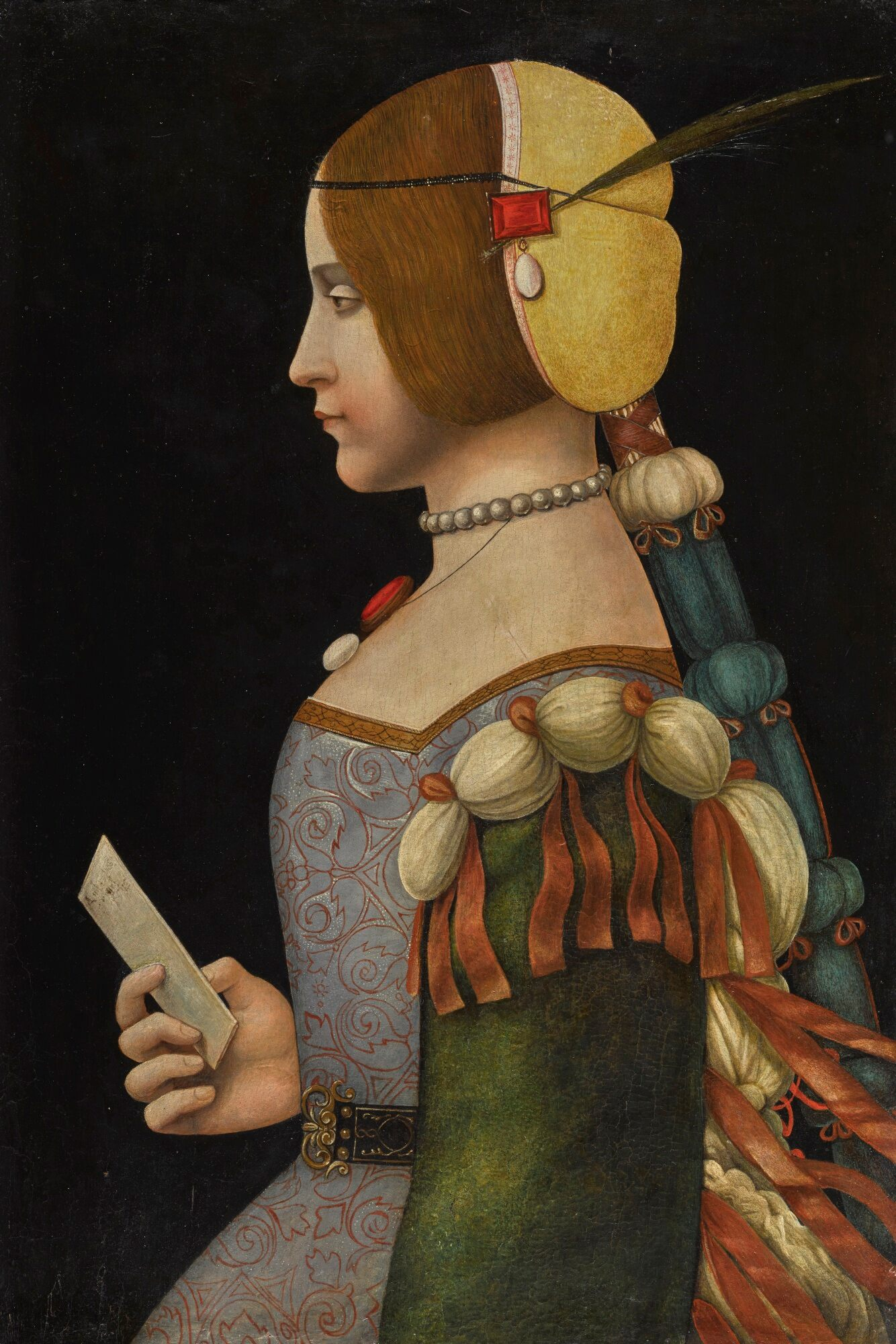
La dama di Rothschild (Beatrice d'Este?) attribuito a Bernardino de' Conti.
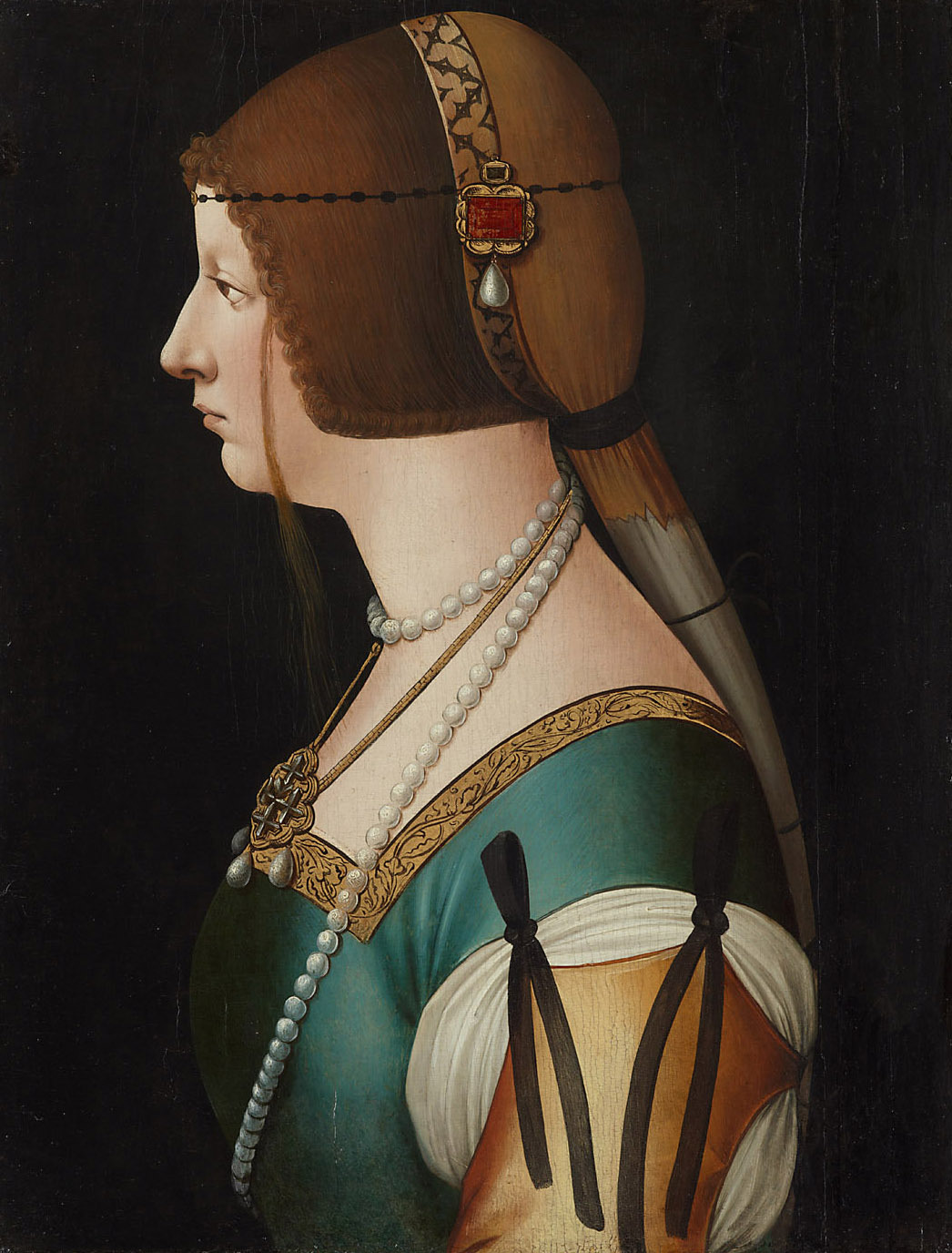
Bianca Maria Sforza in un ritratto di Ambrogio de Predis
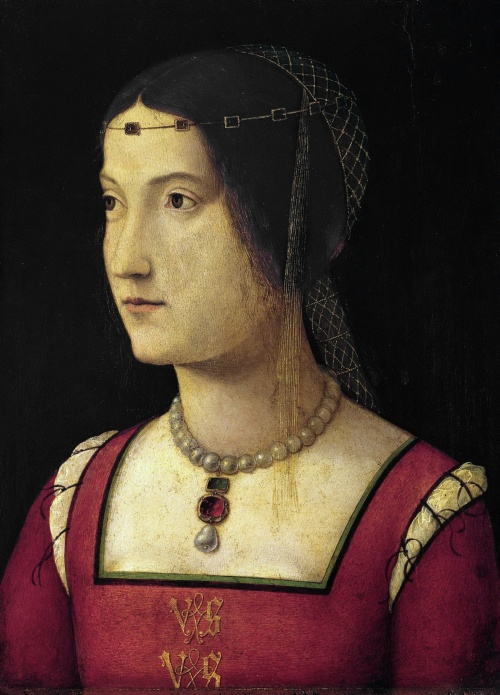
Ritratto di signora in rosso, Bernardino Zaganelli. Il motivo dei nodi vinciani sul corpetto rimanda ad una donna di casa Sforza.
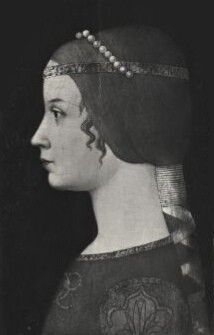
Beatrice all'età di dieci anni nel ritratto di Cosmè Tura, 1485.
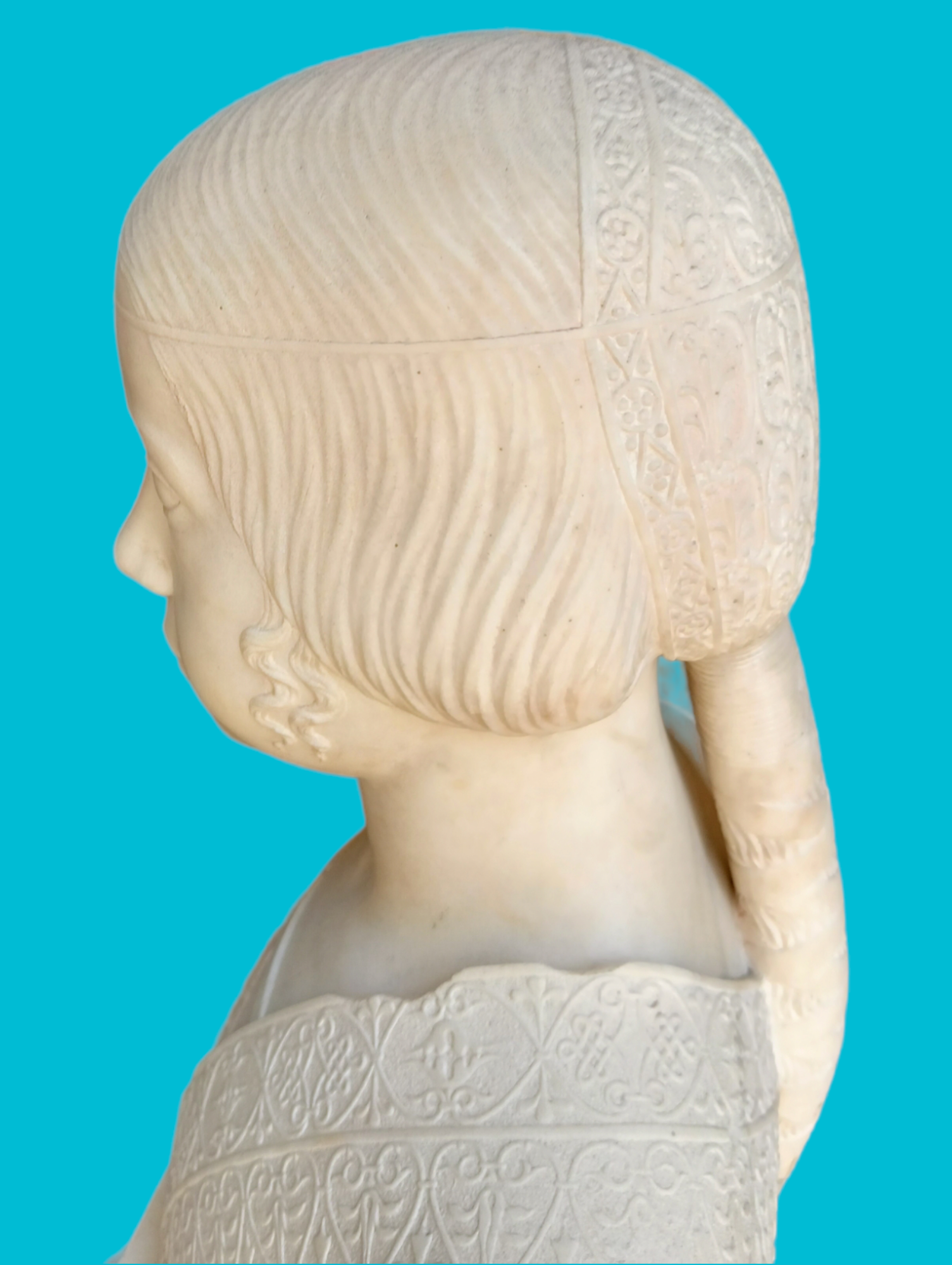
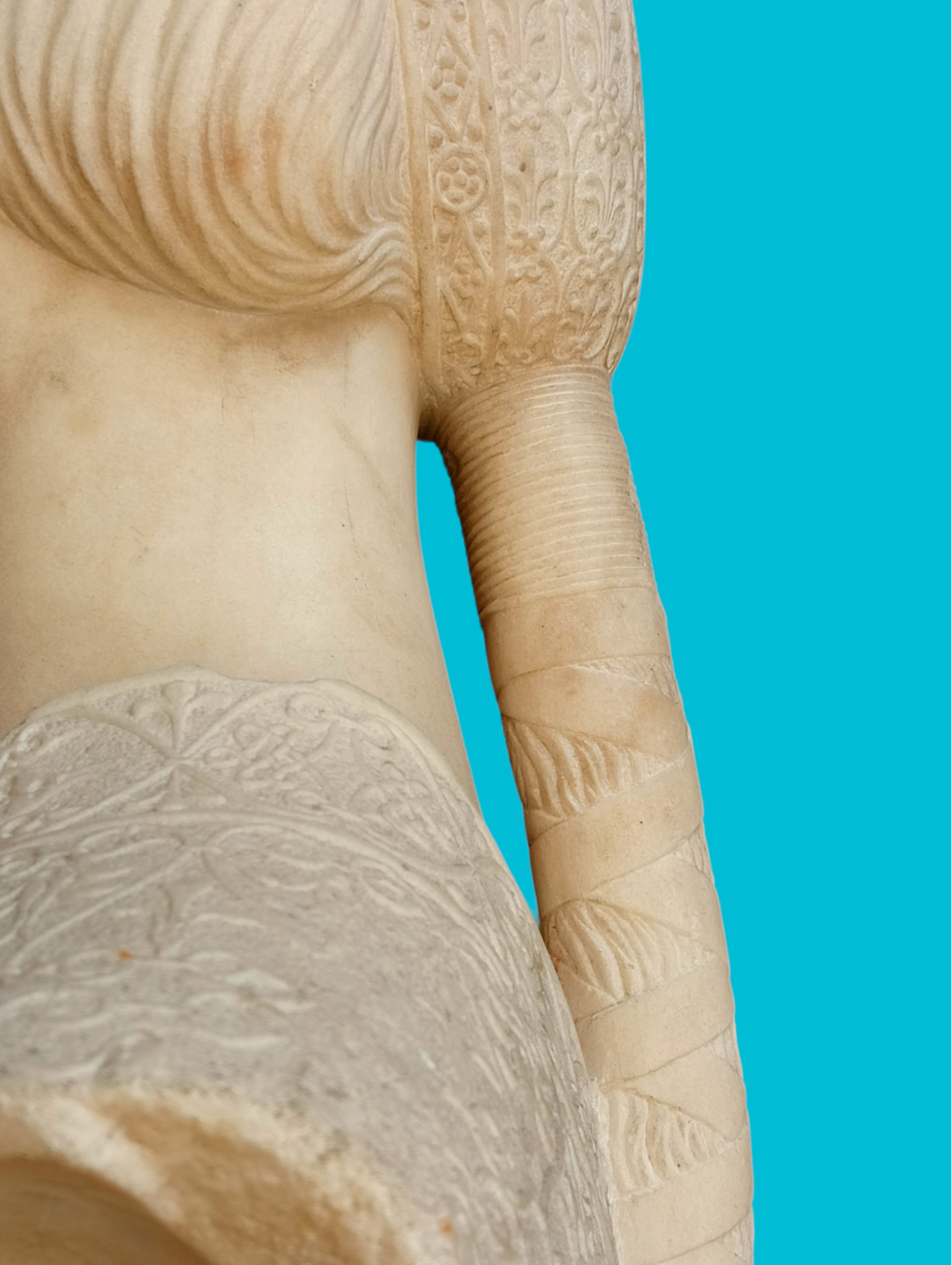
Busto di Beatrice d'Este, Gian Cristoforo Romano, 1490 circa.
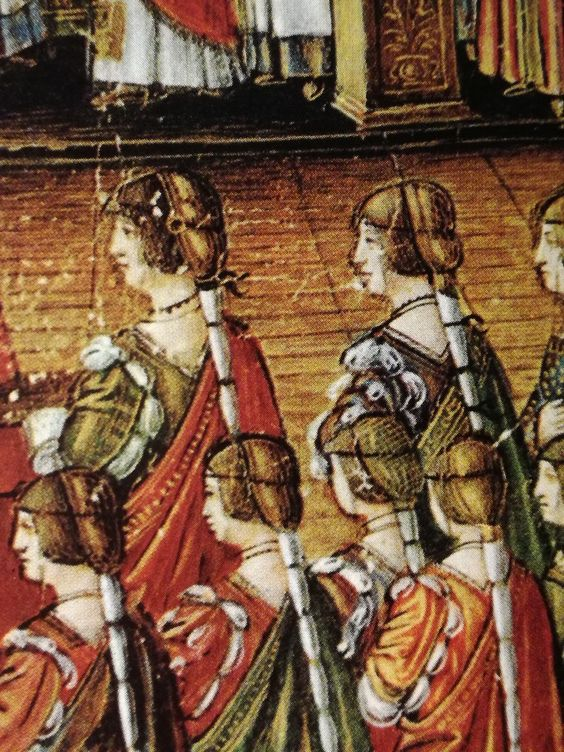
Coazzoni milanesi visti posteriormente, scena dell'investitura ducale di Ludovico il Moro dal Messale Arcimboldi nella Biblioteca capitolare del Duomo di Milano.
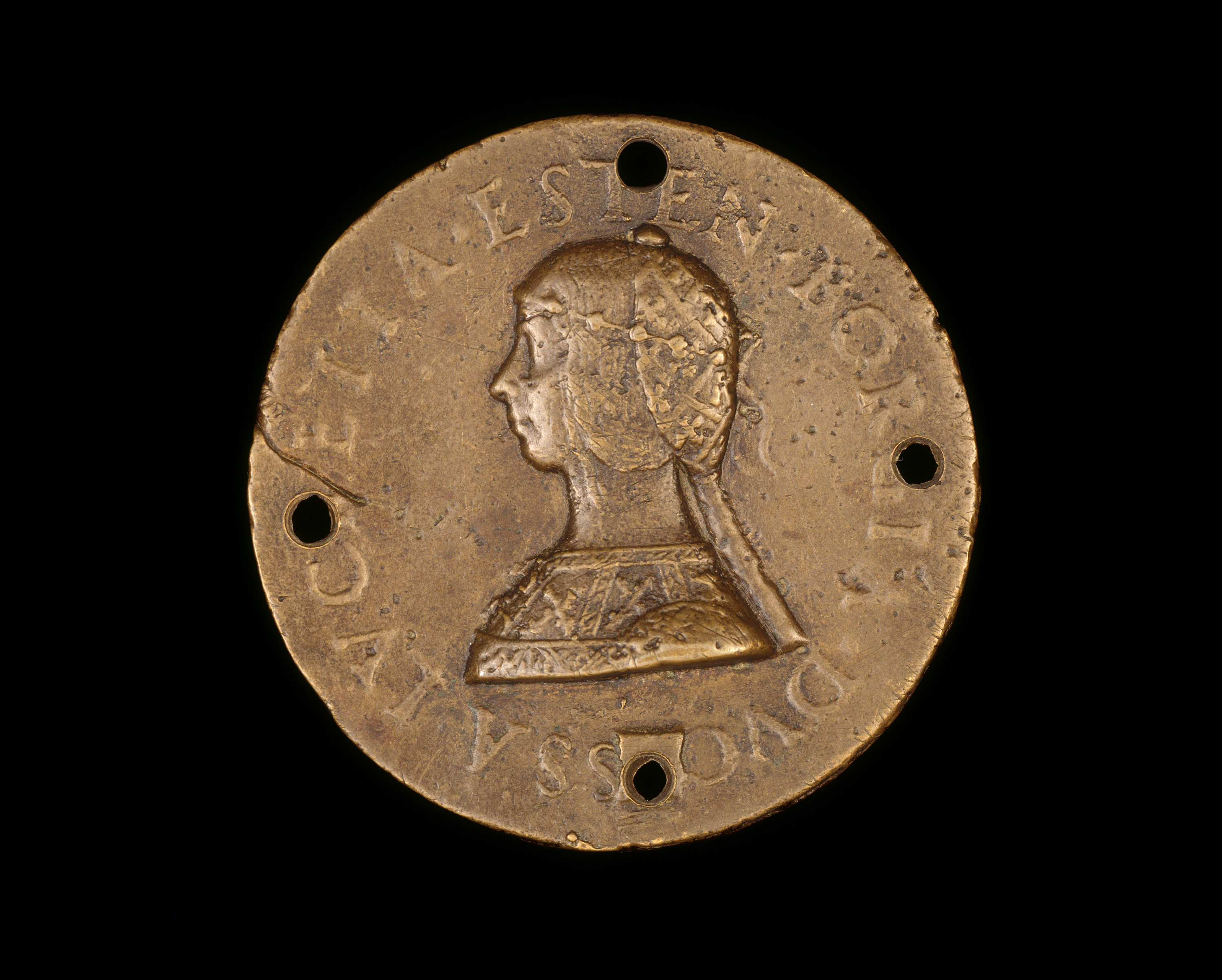
Medaglia di Lucrezia Borgia col coazzone.
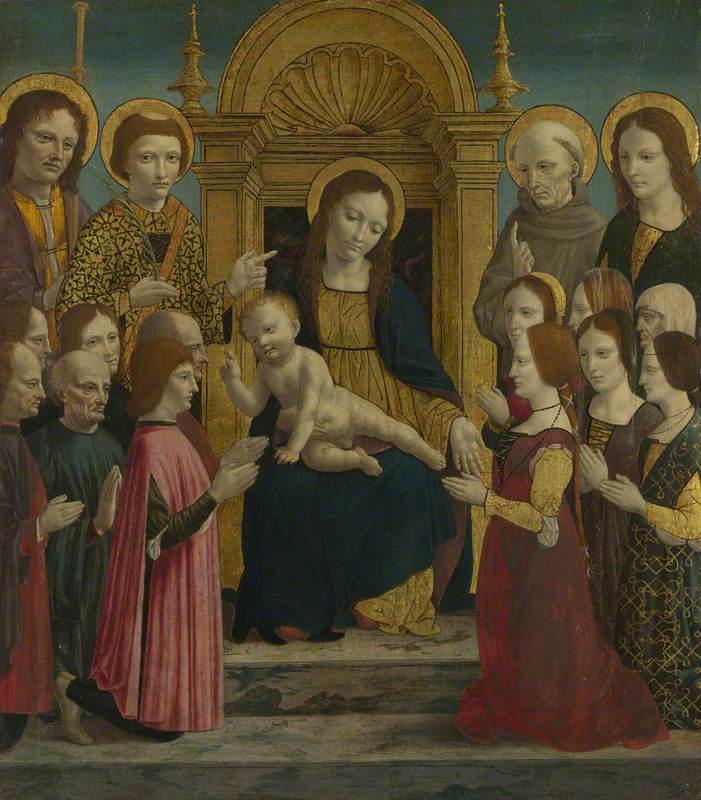
Coazzoni milanesi nella Madonna con Bambino in trono tra san Giacomo Maggiore, santo Stefano, san Bernardino da Siena, san Giovanni Evangelista e donatori, Maestro della Pala Sforzesca (1490-1495 circa).
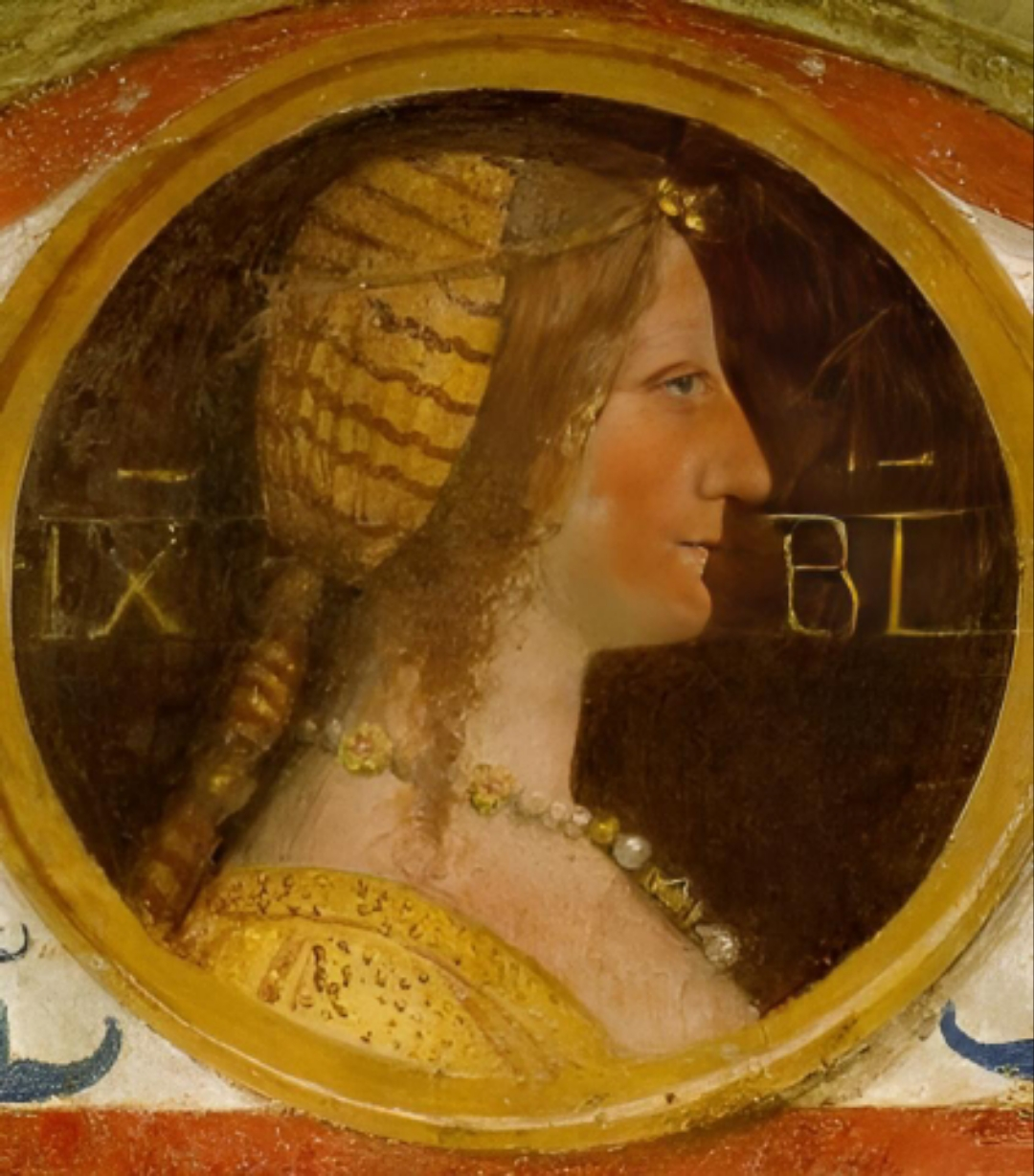
Isabella d'Aragona
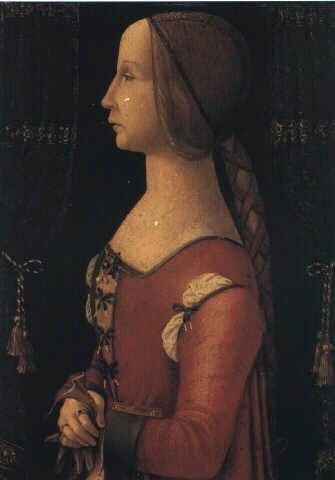
Ritratto di giovane di profilo. Bernardino dei Conti.
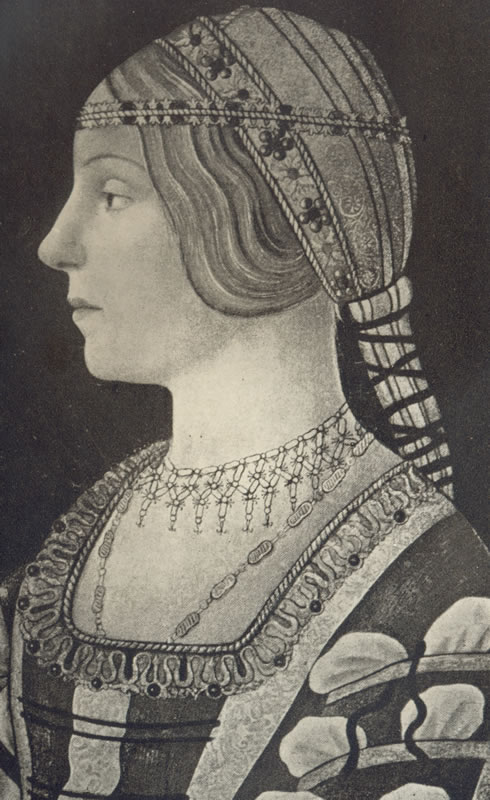
Donna con coazzone, Bernardo Martini.
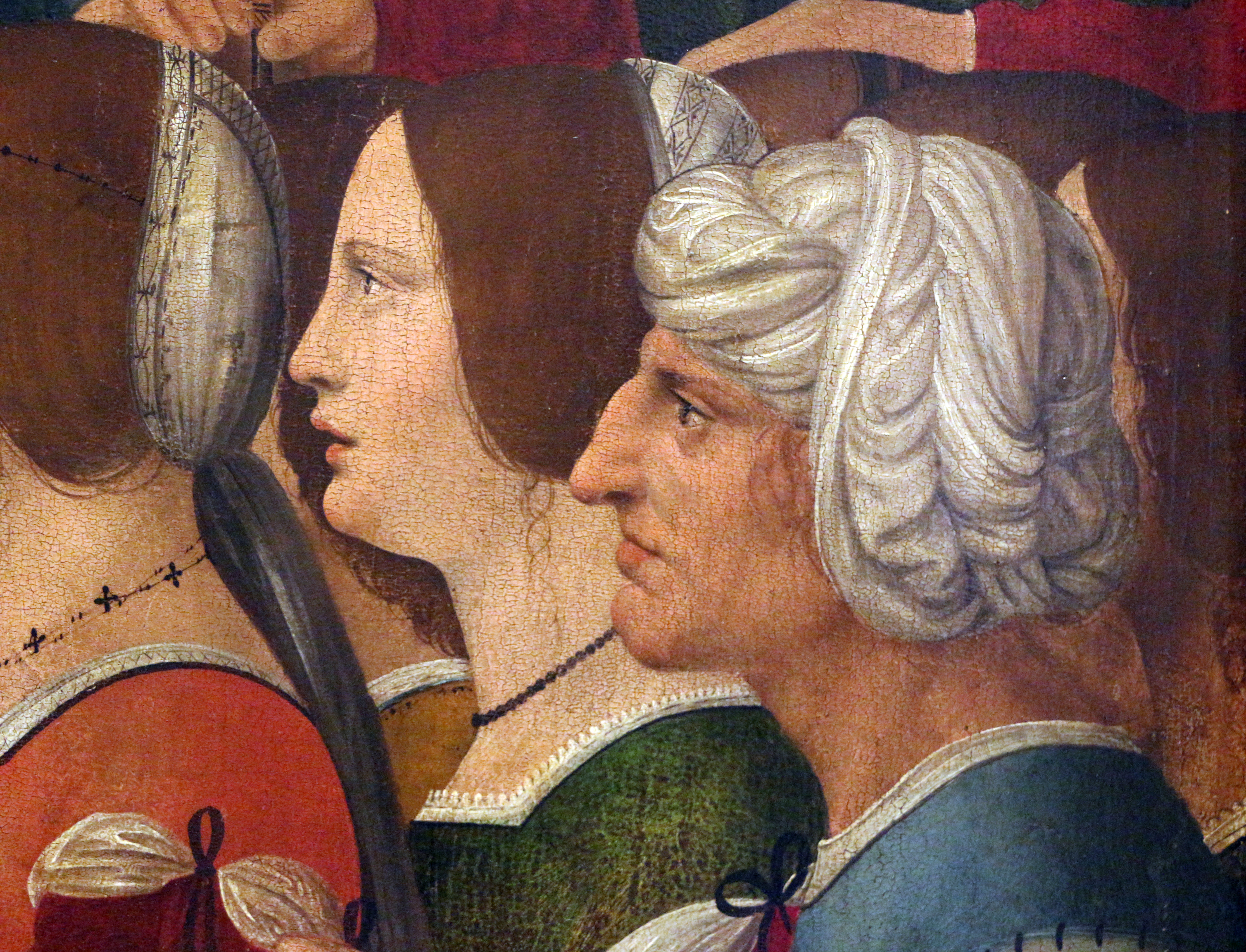
Coazzoni milanesi a sinistra, a destra uno sciugatoio. Pseudo-Boltraffio.

## Influenza culturale

### Arte
Acconciature simili o uguali al coazzone compaiono in diversi dipinti, fra cui Isabella (1848) di John Everett Millais - una delle prime grandi dichiarazioni di preraffaellitismo, illustrante la novella boccaccesca di Lisabetta da Messina - per la quale sarebbe stata fonte di ispirazione la stessa Beatrice d'Este.

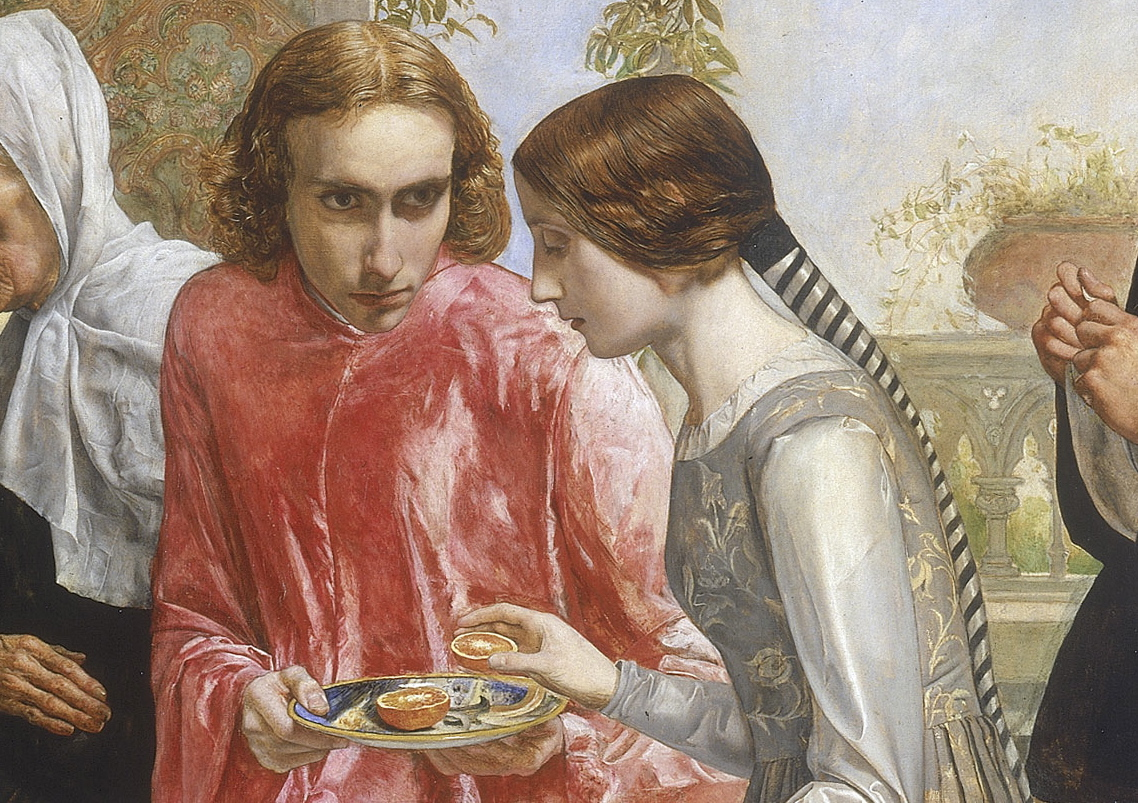
Isabella di Millais: dettaglio di Lisabetta da Messina

### Cultura di massa
Il coazzone è stato riprodotto o imitato in alcune produzioni cinematografiche e televisive:
- Come acconciatura spagnola nello sceneggiato RAI in quattro puntate Cristoforo Colombo del 1968,
- Portato dalla  protagonista Giulietta nella pellicola del 1968 Giulietta e Romeo  di Franco Zeffirelli.
- Dalla duchessa Beatrice d'Este nella miniserie RAI del 1971 La vita di Leonardo da Vinci.
- Dalla regina Elinor nella pellicola d'animazione Disney del 2012 Ribelle - The Brave.
- Da Caterina d'Aragona e Giovanna la Pazza nella serie televisiva spagnola del 2012-2014 Isabel.
- Da Ghismunda in Meraviglioso Boccaccio (2015).
- Da alcune nobildonne milanesi e dalla duchessa Bona di Savoia, seppure in maniera del tutto anacronistica, nella seconda stagione della serie televisiva anglo-italiana del 2016-2019 I Medici.
- Dalla duchessa Beatrice d'Este nella sua sola scena d'ingresso nella prima stagione della serie televisiva anglo-italiana del 2021 Leonardo.